# Davilla kunthii
Davilla kunthii är en tvåhjärtbladig växtart som beskrevs av A. St.-hil.. Davilla kunthii ingår i släktet Davilla, och familjen Dilleniaceae. Inga underarter finns listade i Catalogue of Life.